# سیپیا الفتیک
سیپیا الفتیک (به لاتین: Sipiyaəlfətik) یک منطقه مسکونی است که در شهرستان آستارا و در دهیاری شامه توک واقع شده است.

## ریشه واژه
سیپیا الفتیک از سه واژه تالشی سیپیا در تالشی شمالی به‌معنی سفید (در نواحی جنوبی تالش اسپی گفته می‌شود)، الف به‌معنی چمن یا علف و تیک به‌معنی علفزار و کشتزار شلتوک و برنج تشکیل شده و معنی کامل آن کشتزار برنج به‌رنگ سفید است.